# 4717 Kaneko
4717 Kaneko је астероид главног астероидног појаса. Приближан пречник астероида је 17,99 ,
а средња удаљеност астероида од Сунца износи 3,016 астрономских јединица (АЈ).
Инклинација (нагиб) орбите у односу на раван еклиптике је 10,783 степени, а орбитални период износи 1913,770 дана (5,239 година). Ексцентрицитет орбите астероида износи 0,099.
Апсолутна магнитуда астероида износи 11,20 а геометријски албедо 0,180.
Астероид је откривен 20. новембра 1989. године.